# Hyesan
Hyesan (Koreaans:혜산) is een stad in het noorden van Noord-Korea, en tevens de hoofdstad van de  Yanggang-do provincie. De stad ligt tegen de Chinese grens aan, aan de Yalu-rivier. Sinds de economische crisis in de jaren negentig zijn veel fabrieken gesloten, en aan foto's te zien vanaf de Chinese kant van de rivier is er nauwelijks tot geen elektriciteit.

## Geboren
- Ko Hyon-suk (1985), schaatsster